# 大阪学院大学硬式野球部
大阪学院大学硬式野球部（おおさかがくいんだいがくこうしきやきゅうぶ、Osaka Gakuin University Baseball Club）は、関西六大学野球連盟に所属する大学野球チーム。大阪学院大学の学生によって構成されている。

## 創部
- 1964年（昭和39年）

## 歴史
大阪学院大学創設の翌年に創部。1965年、阪神大学野球連盟に加盟。
1970年秋季、大阪商業大との入れ替え戦に勝利し旧関西六大学リーグに昇格。
1974年秋季、神戸学院大に敗れ阪神大学野球連盟に降格。
1982年、入れ替え戦を趣旨とする関西大学野球連合の解体に伴い、新生の関西六大学野球連盟に移籍。翌1983年秋季リーグ戦で初優勝。翌1984年秋季リーグ戦で優勝し、関西地区代表決定戦を勝ち抜き明治神宮野球大会に初出場。準決勝で駒澤大（優勝校）に敗れたもののベスト4進出を果たす。
1989年、全日本大学野球選手権に初出場。1994年、2度目の明治神宮野球大会に出場し、準決勝で青山学院大（決勝で新興の東亜大に敗れ準優勝）に敗れたものの再びベスト4へと駒を進めた。

## 本拠地
千里山グラウンド

## 記録
- リーグ優勝 12回
- 全日本大学野球選手権大会には過去5回出場している。明治神宮野球大会へは2回出場している。
- 第15回明治神宮野球大会 ベスト4
- 第38回全日本大学野球選手権大会 2回戦（初戦）敗退
- 第25回明治神宮野球大会 ベスト4
- 第44回全日本大学野球選手権大会 2回戦敗退
- 第45回全日本大学野球選手権大会 初戦敗退
- 第50回全日本大学野球選手権大会 2回戦敗退
- 第59回全日本大学野球選手権大会 初戦敗退

## 出身者
- 久保俊巳 - 元プロ野球選手（広島東洋カープ、日本ハムファイターズ）
- 松岡高信 - 元プロ野球選手（太平洋クラブライオンズ）
- 西川雅人 - 元プロ野球選手（オリックス・バファローズ）
- 藤井優志 - 元プロ野球選手（中日ドラゴンズ）
- 小林寛 - 元プロ野球選手（横浜DeNAベイスターズ）
- 金田和之 - 元プロ野球選手（オリックス・バファローズ）